# ملعب سفانغاسكارو
ملعب سفانغاسكارو هو ملعب متعدد الاستخدام يقع في مدينة توفتير الفاروية . غالبا ما يتم استخدامه لمباريات كرة القدم . يسع الملعب لجلوس 6 آلاف متفرج . يعتبر الملعب الرسمي الذي يخوض فيه منتخب جزر فارو مبارياته الدولية . تم افتتاح الملعب في سنة 1980 .